# 여수구봉중학교 축구단
여수구봉중학교 축구단은 전라남도 여수시에 위치한 여수구봉중학교의 축구부이다. 여수구봉중학교가 운영하는 축구부로 1975년에 창단하였다.

## 같이 보기
- 여수구봉중학교